# Sultan Al-Ghannam
Sultan bin Abdullah bin Salem Al-Ghannam (Al Zulfi, 6 de maio de 1994) é um futebolista saudita que atua como lateral. Atualmente joga pelo Al-Nassr.

## Carreira no clube
Al-Ghannam começou sua carreira no clube Al-Zulfi, de sua cidade natal. Em 27 de agosto de 2015, Al-Ghannam se juntou ao Al-Faisaly.
Em 12 de março de 2018, Al-Ghannam ingressou no Al-Nassr, assinando um contrato de quatro anos com o clube. Em sua primeira temporada no clube, Al-Ghannam venceu a Pro League de 2018–19. Em 21 de setembro de 2021, Al-Ghannam renovou seu contrato com Al-Nassr até o final da temporada 2023-24.

## Carreira internacional
Al-Ghannam foi incluído na seleção da Arábia Saudita para a Copa da Ásia de 2019 nos Emirados Árabes Unidos.
Em 20 de novembro de 2019, Al-Ghannam foi convocado para a 24ª Copa do Golfo.
Em 11 de novembro de 2022, Al-Ghannam foi convocado para a Copa do Mundo FIFA de 2022.

## Títulos
Al-Nassr
- Campeonato Saudita de Futebol: 2018–19
- Supercopa da Arábia Saudita: 2019, 2020
- Liga dos Campeões Árabes: 2023